# Maniyar
Maniyar é uma cidade e uma nagar panchayat no distrito de Ballia, no estado indiano de Uttar Pradesh.

## Demografia
Segundo o censo de 2001, Maniyar tinha uma população de 18,750 habitantes. Os indivíduos do sexo masculino constituem 51% da população e os do sexo feminino 49%. Maniyar tem uma taxa de literacia de 47%, inferior à média nacional de 59.5%: a literacia no sexo masculino é de 57% e no sexo feminino é de 36%. Em Maniyar, 18% da população está abaixo dos 6 anos de idade.